# نیویورک پاور
نیویورک پاور (به انگلیسی:New York Power) یک باشگاه فوتبال حرفه‌ای در لیگ دابلیو یو اس ای ایالات متحدهٔ آمریکا بود که بازی‌های خانگی خود را در مجموعه ورزشی میچل و در یونیون دل، ایالت نیویورک از سال ۲۰۰۱ تا ۲۰۰۳ که کار خود را در لیگ به پایان رساند انجام می‌داد.